# 银根苏木
银根苏木是中华人民共和国内蒙古自治区阿拉善盟阿拉善左旗下辖的一个苏木。
2012年1月20日，内蒙古自治区人民政府批复同意从乌力吉苏木划出3个嘎查，设置银根苏木，银根苏木辖达兰图如、查干扎德盖、科伯3个嘎查，苏木人民政府驻达兰图如嘎查。

## 行政区划
银根苏木下辖以下村级行政区划单位：
查干扎德盖嘎查、科泊嘎查和达来图如嘎查。